# Martin Marković
Martin Marković (Zagreb, 13. siječnja 1996.) hrvatski je bacač diska.
Osvojio je zlatnu medalju na Svjetskom juniorskom prvenstvu 2014. (i završio šesti u bacanju kugle). Za nagradu je dobio Nagradu Dražen Petrović.
Osvojio je srebrnu medalju na Europskom juniorskom prvenstvu 2015., završio je deseti na Univerzijadi 2017. i šesti na Mediteranskim igrama 2018. Također je nastupio na Europskom prvenstvu do 23 godine 2017. bez plasmana u finale.
Godine 2020. osvojio je srebrnu medalju na Balkanskom prvenstvu u Cluj-Napoci s 58,31 m, a iduće godine također je osigurao srebrnu medalju na Balkanskom prvenstvu u Smederevu s 60,84 m. Godine 2022. bio je peti na Balkanskom prvenstvu u Craiovi sa 61,25 m, a potom osvojio srebrnu medalju na Mediteranskim igrama u Oranu sa 62,49 m iza Cipranina Apostolosa Parellisa. Na Svjetskom prvenstvu u Eugeneu sa 60,59 m ispao je u kvalifikacijama. krug. U kolovozu je propustio i finale na Europskom prvenstvu u Münchenu sa 60,30 m.
Godine 2023. bio je šesti na 2. ligi ekipnog prvenstva Europe u sklopu Europskih igara u Chorzówu sa 61,72 m. Potom je pobijedio na Balkanskom prvenstvu u Kraljevu s daljinom 62,32 m, da bi na Svjetskom prvenstvu u Budimpešti sa 61,88 m propustio finale. Sljedeće 2024. godine osvojio je brončanu medalju na Balkanskom prvenstvu u Izmiru s 59,94 m iza Rumunja Alina Firfiricăa i Cipranina Apostolosa Parellisa. Nedugo zatim izostalo je i finale na Europskom prvenstvu u Rimu sa 61,46 m.
Njegov osobni najbolji rezultat je 65,69 metara, postignut u Budimpešti 2023. Njegov trener bio je i Ivan Ivančić.